# SZG–43
Az SZG–43 szovjet gyártmányú közepes géppuska, melyet a második világháború idején, 1943-ban rendszeresítettek a Vörös Hadseregben, vezetőtervezője Pjotr Makszimovics Gorjunov. A háború után több más kommunista ország hadereje is rendszeresítette.

## Története, szerkezete
Az SZG–43-at az M1910 Makszim géppuska felváltására tervezték, mely a második világháború idejére már meglehetősen elavultnak számított. Habár 1939-ben a szovjet hadvezetés hadrendbe állította a DSZ–39 géppuskát is, az új fegyver sem vált be a frontokon, ezért 1942-ben pályázatot írtak ki egy új géppuska létrehozására, mely kisebb tömegű és könnyebben kezelhető mint a Makszim, ugyanakkor egyaránt alkalmas a régi – vászon alapú – és az új, fémből készült hevedertárak használatára. A pályázatot végül a Gorjunov által vezetett csapat nyerte meg.
A Gorjunov géppuska a Maximmal ellentétben gázelvezetéses rendszeren alapuló, léghűtéses fegyver volt. Töltényellátása 250 töltényt magába foglaló hevederből történt, a fegyver csövét minden 500 lövés után cserélni kellett. Az első SZG–43 géppuskákat homlokpajzzsal ellátott kerekes állványra szerelték fel, mellyel egyszerre lehetett földi és légi célokat támadni. Később harckocsikba és páncélautókba is kissé módosított Gorjunovokat szereltek be, melyeket SZGMT és SZGMB típusnév alatt jelöltek.
A Gorjunov hadrendből történő kivonását 1968-ban kezdték meg a Szovjetunióban, feladatkörét a PKM többcélú géppuskával váltották ki.

## Alkalmazók
- Szovjetunió - 1968-ig állt hadrendben.
- Afganisztán - a szovjetek által támogatott afgán hadsereg katonái használták a Szovjetunió afganisztáni háborúja idején.
- Albánia
- Ciprus
- Egyiptom - licenc alapján gyártották
- Észak-Korea
- Finnország - a finn katonák a II. világháború idején használtak zsákmányolt Gorjunovokat,
- Kína - licenc alapján gyártották
- Magyarország
- Mongólia